# Lanzia stellariae
Lanzia stellariae är en svampart som först beskrevs av Josef Velenovský, och fick sitt nu gällande namn av Spooner 1981. Enligt Catalogue of Life ingår Lanzia stellariae i släktet Lanzia,  och familjen Rutstroemiaceae, men enligt Dyntaxa är tillhörigheten istället släktet Rutstroemia,  och familjen Rutstroemiaceae. Arten är reproducerande i Sverige. Inga underarter finns listade i Catalogue of Life.